# Législation sur le travail des enfants aux États-Unis

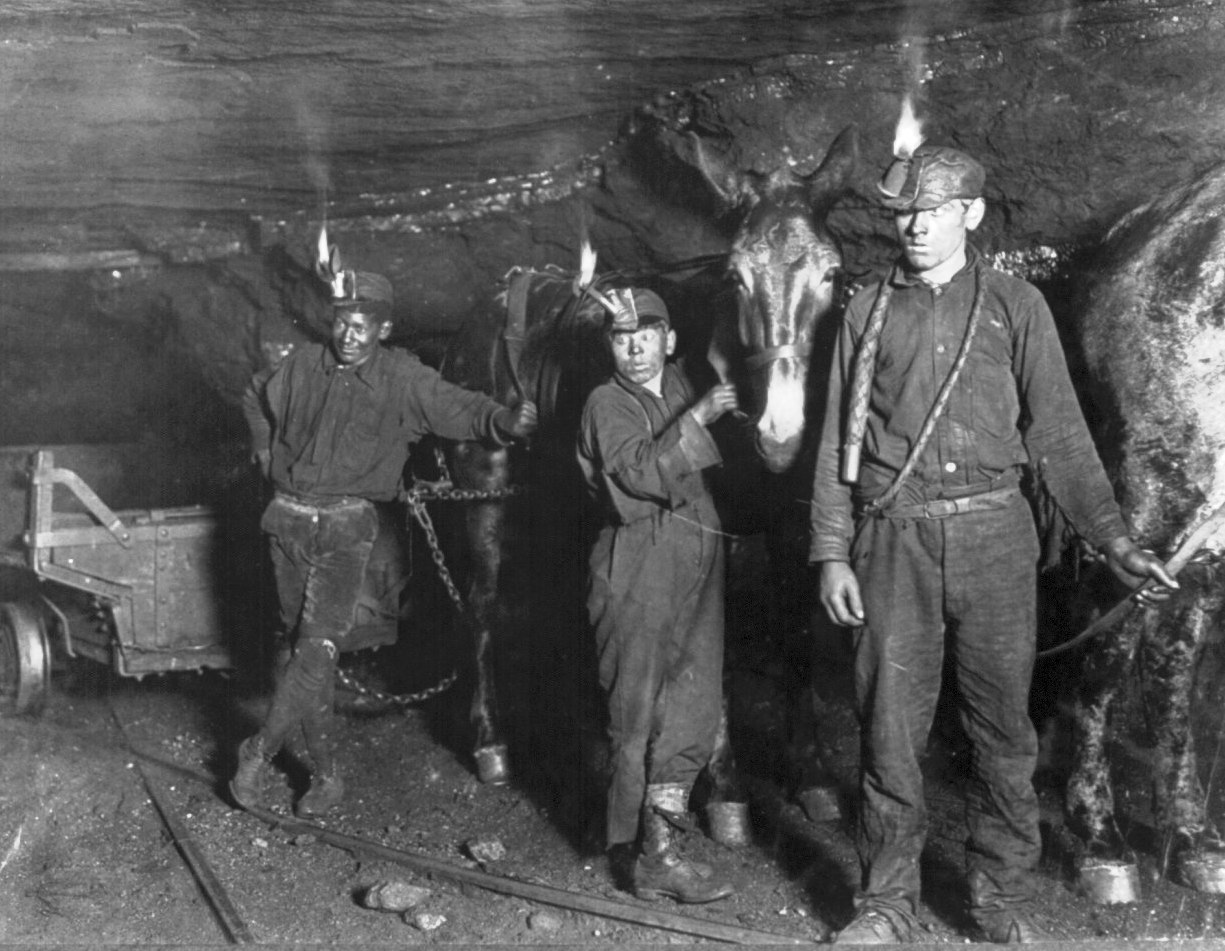
Enfants travaillant dans une mine de charbon, septembre 1908.

Aux États-Unis, la législation sur le travail des enfants réglemente l'emploi et la sécurité des enfants au travail. Au niveau fédéral, l'évolution législative la plus importante pour limiter l'emploi et l'exploitation des travailleurs mineurs est le Fair Labor Standards Act de 1938 (FLSA). Les conditions permettant le travail des enfants selon le FLSA visent à protéger les possibilités d'instruction des jeunes et interdisent de les recruter dans des emplois qui portent atteinte à leur santé et à leur sécurité. Le FLSA indique les horaires maximaux de travail pour les jeunes de moins de 16 ans et détaille divers métiers risqués, trop dangereux pour être confiés à des enfants.

## Histoire du travail rémunéré des enfants

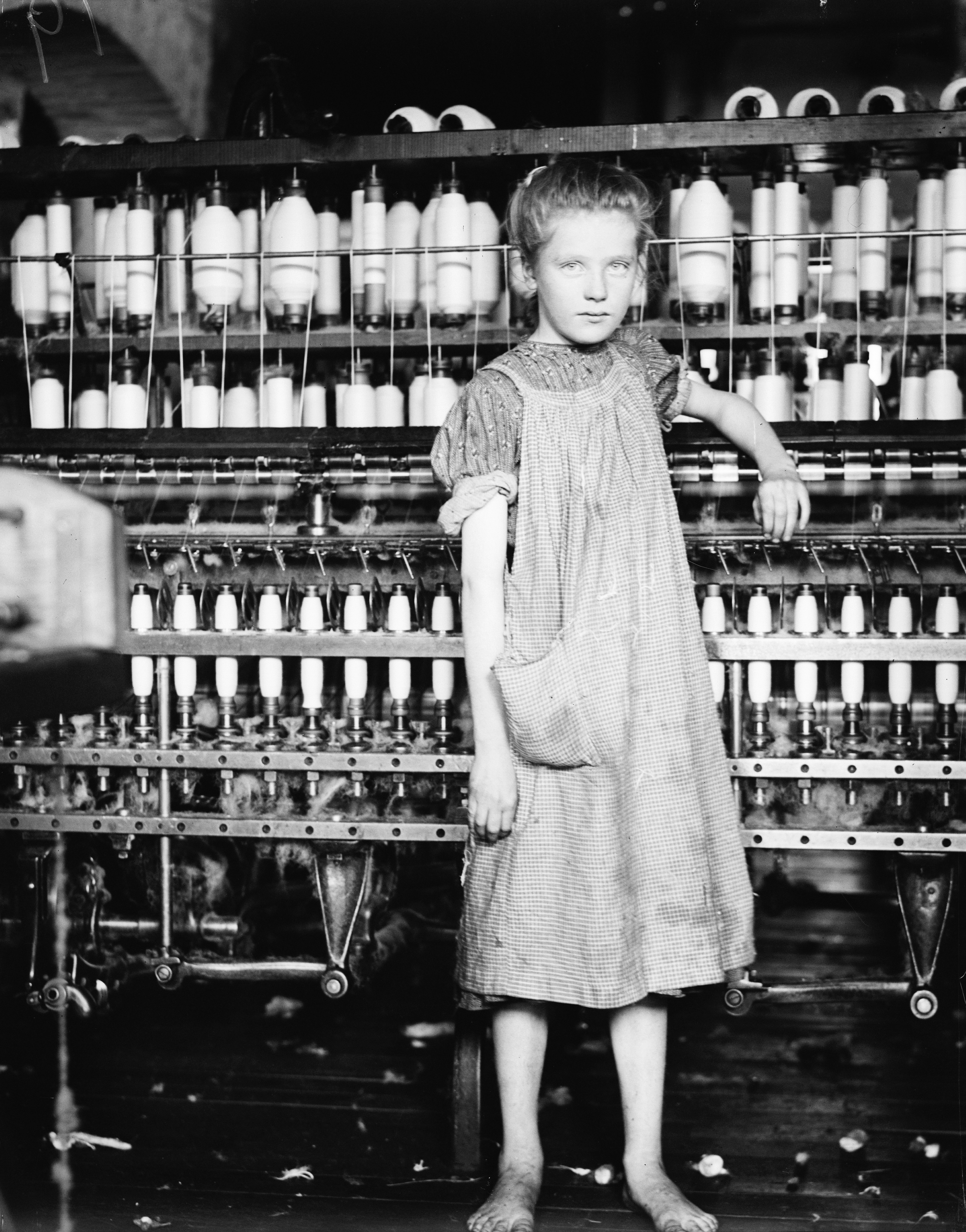
« Addie Card, 12 ans. Ouvrière de filature à North Pormal [i.e., Pownal] Cotton Mill. Vt. », photographie de Lewis Hine (1912-1913).

Le travail des enfants a commencé, à l'époque coloniale de l'Amérique, comme un débouché productif pour eux. À l'âge de 13 ans, les orphelins étaient envoyés exercer dans le commerce ou comme domestiques car les lois visaient à empêcher les jeunes désœuvrés de constituer un fardeau pesant sur la société. Les tensions économiques de plus en plus vives entre l'Angleterre et l'Amérique ont aiguillonné le projet de créer une industrie indépendante. Les femmes et les enfants travaillaient dans les usines pendant que les maris et les pères s'occupaient des fermes chez eux. Cette pratique correspondant à l'idéal jeffersonien (en) où le père est un modeste propriétaire terrien. Un hebdomadaire national considère que le travail en usine ne correspondait pas aux hommes en bonne santé : mieux valait le confier à des filles de six à douze ans.
À mesure que l'industrialisation se développe aux États-Unis, les propriétaires d'usines engagent de jeunes travailleurs pour les affecter à diverses missions. La pratique, surtout dans les filatures de textile (en), consiste à embaucher les enfants en même temps que leurs parents ; les jeunes ne peuvent gagner que 2 dollars par semaine. Les enfants étaient recherchés dans les usines et les mines car leur petite stature se révélait utile pour réparer des machines et se glisser dans des espaces confinés où les adultes n'auraient pu pénétrer. Dans les villes avec des filatures, de nombreuses familles avaient besoin que leurs enfants travaillent pour faire face aux dépenses de base,. Dans les villes minières, de nombreux parents aidaient souvent leurs enfants à contourner les lois en vigueur sur la protection de l'enfance car les employés des mines étaient rémunérés au chargement et tout effort pour recueillir davantage de minerai permettait d'obtenir une meilleure rémunération. D'après le recensement de 1900, on estime que 1 750 178 enfants de dix à quinze ans avaient un travail, soit plus de 18 % des effectifs dans le secteur industriel. À partir de 1870, le nombre d'enfants au travail augmente à chaque décennie et ce pourcentage ne baisse qu'après la Première Guerre mondiale. Entre 1910 et 1920, plus de 60 % des enfants au travail aux États-Unis exercent dans le secteur agricole. Tout garçon né dans une famille d'agriculteurs représentait l'équivalent de mille dollars. Certains enfants aimaient mieux travailler qu'aller à l'école car gagner un salaire leur valait le respect chez eux, ils étaient victimes de punitions corporelles (en) à l'école et n'aimaient guère lire ou écrire alors qu'ils pouvaient travailler.

### Certificats de travail
Au niveau fédéral, le système juridique disposait de pouvoirs limités pour voter des lois sur le travail des enfants, principalement du fait que la Constitution donne aux parents le droit d'élever leur enfant comme bon leur semble. Il fallait donc que les États s'emparent du sujet et créent leur propre code juridique, y compris concernant les conditions d'âge et d'instruction. Pour le travail régulier à plein temps, les États octroyaient des « certificats d'âge et de scolarité », des « permis de travail » ou des « certificats de travail » aux jeunes — en général, de 14 ou 15 ans — avant qu'ils ne puissent exercer dans certains métiers, souvent dans le secteur industriel ou dans le commerce. Aucun certificat n'était nécessaire pour l'agriculture, les commerces de rue et le travail dans des domiciles privés.

## Réforme juridique du travail des enfants

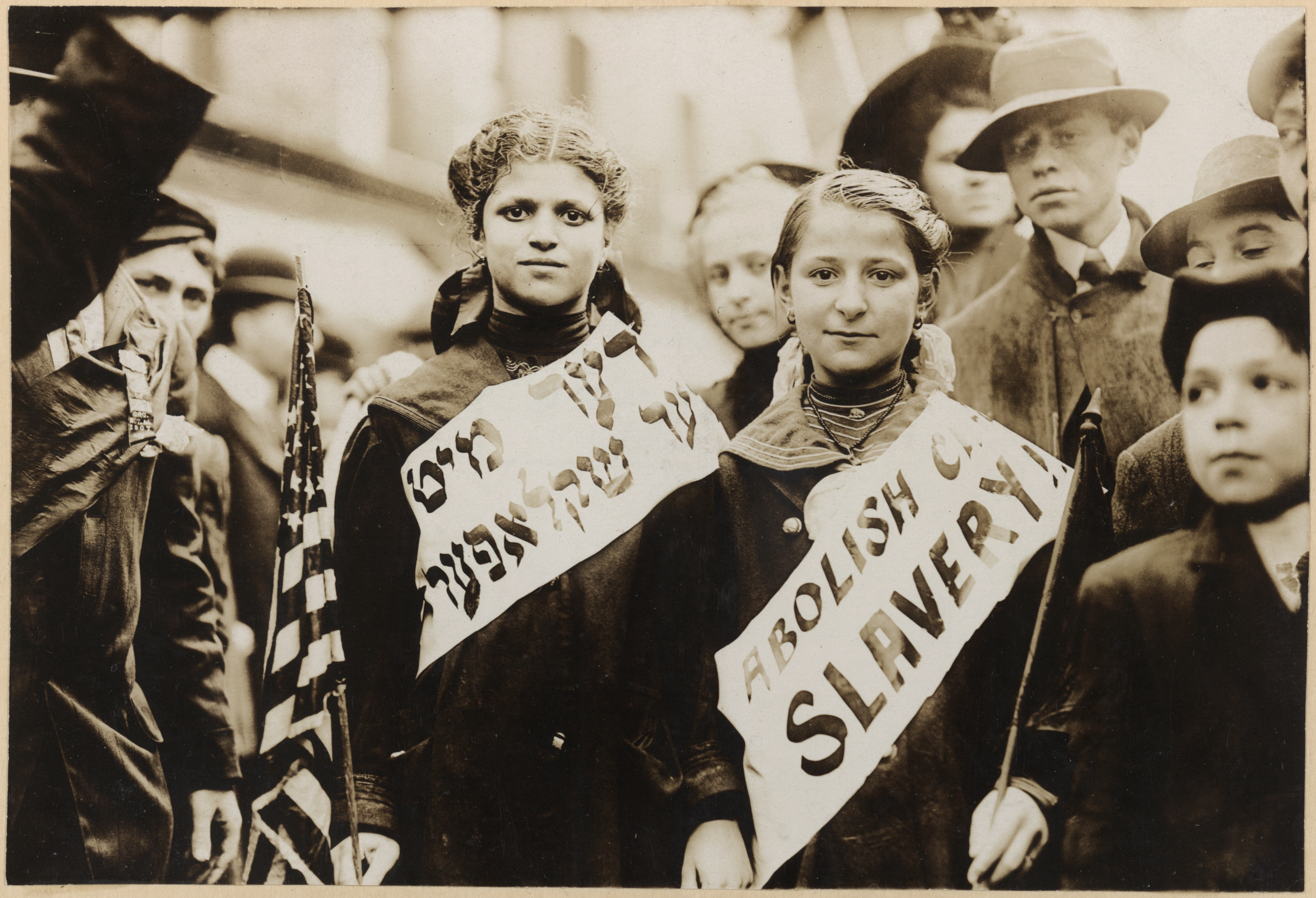
Deux jeunes filles portant des écriteaux : « abolissez l'esclavage des enfants » en yiddish et en anglais. Photo prise dans le cortège du 01 mai 1909.

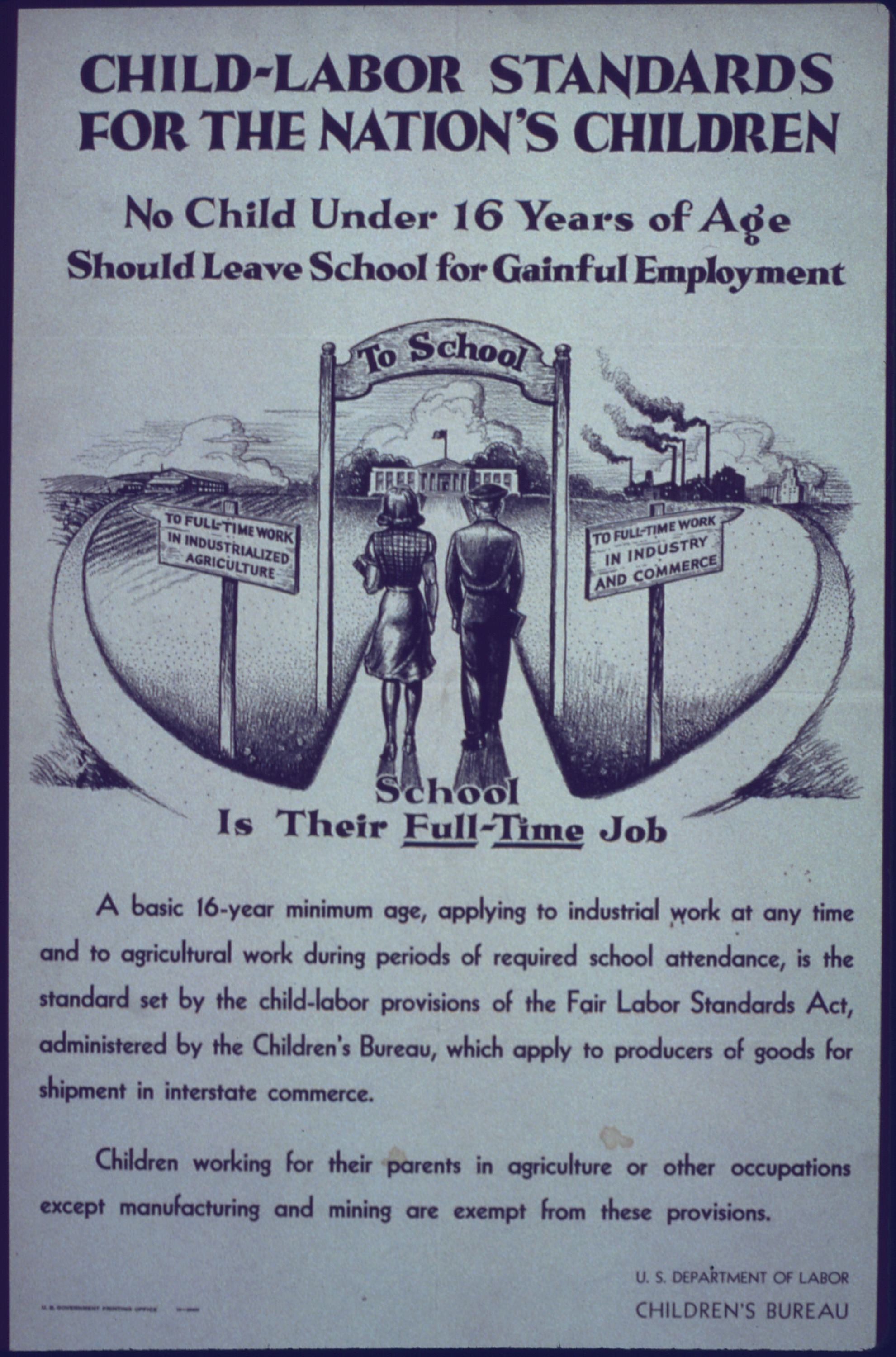
Affiche de 1941 - 1945 : Conditions de travail pour les enfants de la nation. Aucun jeune de moins de 16 ans ne peut quitter l'école pour un emploi rémunéré.

Le début du XXe siècle voit l'essor des mouvements de réforme. Le National Child Labor Committee (en), association qui milite pour l'abolition de tout travail des enfants, est fondée en 1904. Elle diffuse des informations sur la vie et les conditions de travail des jeunes, ce qui concourt à la mobilisation d'un support populaire pour réglementer, à l'échelle des différents États, le travail des enfants. Ces réglementations sont souvent assorties de lois sur l'instruction obligatoire, qui visent à éroder dans une certaine mesure le travail des enfants, à les maintenir à l'école et à les soustraire au marché du travail jusqu'à un âge minimal (habituellement : 12, 14 ou 16 ans). En 1906, le sénateur républicain Albert J. Beveridge (en) dépose le premier projet de loi pour encadrer le travail des enfants à l'échelle fédérale, ce qui provoque une vive attention dans la population. Le projet de loi est ensuite rejeté par le président Theodore Roosevelt.
En 1916, cédant à la pression du National Child Labor Committee (NCLC) et de la National Consumers League, le Congrès des États-Unis vote la loi Keating–Owen Act (en), qui interdit le commerce entre États (en) de biens produits par des employés de moins de 14, 15 ou 16 ans, selon le type de travail. Les démocrates du Sud, malgré leur opposition, n'ont pas cherché à faire obstruction au vote. Le président Woodrow Wilson, qui n'avait guère montré d'intérêt envers le sujet, soutient le projet à la dernière minute sous la pression des dirigeants du parti qui insistaient sur la popularité de cette initiative, surtout dans la classe émergente des électrices. Aussi le président déclare-t-il aux membres du Congrès qu'il est nécessaire d'adopter cette loi, ainsi que la loi sur la rémunération des travailleurs, afin de répondre au mouvement progressiste national et de remporter l'élection de 1916 contre le parti républicain. Le travail des enfants devient donc officiellement un thème intéressant le gouvernement fédéral et le Keating–Owen Act devient la première loi réglementant le travail des mineurs à l'échelle fédérale. Toutefois, la Cour suprême des États-Unis annule la loi en 1918, dans l'arrêt Hammer v. Dagenhart (en), car elle régule aussi le commerce qui ne traverse pas les frontières entre États. Le Congrès utilise ses prérogatives sur le budget pour voter une taxe de 10 % sur les entreprises qui recourent au travail des enfants, mais cette mesure est cassée par la Cour suprême en 1923 dans l'arrêt Bailey v. Drexel Furniture Co. (en). Le travail des enfants ne prend fin que dans les années 1930.
Face à ces défaites, le Congrès approuve, le 2 juin 1924, un amendement à la Constitution, qui l'autorise à réglementer « le travail des personnes n'ayant pas atteint 18 ans » et le soumet aux États pour qu'ils le ratifient. Seuls cinq États le ratifient dans les années 1920. Toutefois, l'administration du président Franklin D. Roosevelt soutient l'amendement et 14 autres États le signent en 1933 (sa première année d'exercice) ; au total, 28 États l'ont approuvé en 1937. Il fallait encore l'accord de 10 autres États pour ratifier l'amendement proposé.
L'opinion juridique courante sur la réglementation du travail des mineurs connaît un renversement dans les années 1930. En 1938, le Congrès vote le Fair Labor Standards Act, qui réglemente l'emploi des jeunes âgés de moins de 16 ou de 18 ans, et la Cour suprême confirme cette législation. Après ce changement, l'amendement a été décrit comme « sans intérêt » et s'inscrivant dans la Constitution.

## Réglementations

### Législation fédérale
Le principal instrument juridique qui régit le travail des mineurs aux États-Unis est le Fair Labor Standards Act. Dans le domaine non agricole, les enfants de moins de 14 ans ne doivent pas être embauchés ; les jeunes de 14 à 16 ans peuvent être engagés, dans certains métiers autorisés, avec des horaires limités ; enfin, les jeunes de 16 à 17 ans peuvent être embauchés, sans limitation des horaires, dans des métiers non dangereux. Ces réglementations prévoient plusieurs exceptions, comme l'emploi par les parents, la livraison de journaux et les enfants acteurs. En général, dans le domaine agricole, les règles sont moins strictes.

### Législations des États
Les États présentent des lois diverses concernant l'emploi des jeunes. Chaque État précise certaines conditions, comme l'âge minimal auquel un enfant peut travailler, le volume horaire quotidien pour un enfant, le volume horaire hebdomadaire. Le département du Travail des États-Unis fixe les conditions de base pour le travail agricole dans chaque État. Si la loi d'un État sur le travail des enfants diverge par rapport à la législation fédérale, ce sont les conditions les plus strictes qui seront appliquées.

### Travail des enfants dans l'agriculture
Si la loi de 1938 impose des limites sur de nombreuses variantes du travail des enfants, le travail agricole en est exclu. Par conséquent, de nos jours (2012), quelque 500 000 enfants récoltent près d'un quart de la nourriture produite aux États-Unis.
D'après la pétition présentée en 2010 par Human Rights Watch :

« Des centaines de milliers d'enfants sont embauchés comme employés agricoles aux États-Unis et ils travaillent souvent 10 heures par jour, voire davantage. Ils sont souvent exposés à des pesticides dangereux, ils présentent un taux élevé d'accidents et le taux de mortalité est cinq fois plus élevé que chez les autres jeunes qui travaillent. Leurs horaires chargés concourent à un nombre alarmant de décrochages Les statistiques du gouvernement montrent qu'à peine la moitié d'entre eux a fini ses années de lycée. D'après le National Safety Council, l'agriculture est le deuxième secteur professionnel le plus dangereux aux États-Unis. Et pourtant, la réglementation sur le travail des enfants permet à ceux qui travaillent dans l'agriculture de travailler sur des horaires plus longs, à un âge plus jeune et dans des conditions plus dangereuses que les autres domaines. Alors que les enfants dans les autres professions doivent avoir au moins 12 ans pour être engagés et ne peuvent travailler plus de 3 heures un jour de classe, dans l'agriculture les enfants de 12 ans travaillent sans limite horaire, avant et après l'école,. »